# Gladys Ceretta
Gladys Ceretta, doctora en biblioteconomía y documentación, escribana, bibliotecóloga, autora y docente uruguaya.

## Biografía
Realizó sus estudios en la Universidad de la República, obtuvo los títulos de bibliotecóloga en 1979 y escribana en 2002.
En 2010 se doctoró en la Universidad Carlos III de Madrid, España, en el Departamento de Biblioteconomía y Documentación.
Durante varios periodos fue directora de la EUBCA. En noviembre de 2016 fue elegida decana de la Facultad de Información y Comunicación (FIC) de la Universidad de la República. Fue reelecta como decana para el periodo 2022-2026.
Como investigadora, su trabajo se centra en la alfabetización informacional. En 2015, publicó el libro Modelo Pindó: un modelo de alfabetización en información para el Plan Ceibal.